# سانت ماركس
سانت ماركس (بالإنجليزية: St. Marks)‏ هي مدينة أمريكية تقع في ولاية فلوريدا. تبلغ مساحة هذه المدينة 5 (كم²)،ويبلغ عدد سكانها 272 نسمة حسب إحصاء سنة 2010 م 272.تشير إحصاءات سنة 2000م بأن الكثافة السكانية في هذه المدينة تقدر بـ(54.4) نسمة/كم2 